# Королева индейцев
Королева индейцев (англ. The Indian Queen) — последняя семи-опера Генри Пёрселла (1695), оставшаяся незаконченной по причине скоропостижной кончины автора. Уже после смерти Генри его брат написал к его опере дополнительную «маску» — сцену свадьбы, звучащую в заключительном акте. Наибольшей популярностью пользуется реконструкция Теодора Курентзиса 2013 года для постановки в Пермском оперном театре; в эту реконструкцию добавлены номера из более ранних произведений Генри Пёрселла. Идея состояла в том, чтобы вместо использования маски, дописанной братом композитора, использовать при реконструкции материал того же самого автора, пусть и не предназначенный им для этого спектакля.

### Оригинальный сюжет
Пролог. Сигнал трубы пробуждает парня и девушку, которые в ужасе обнаруживают свою страну в состоянии войны (дуэт «Wake, Quivera, wake»). Они обсуждают тщетность войны, вспоминают древнее пророчество, которое предсказывает покорение их нового мира более старым, и молятся за то, чтобы захватчики были милостливы.
Акт 1. Монтесума — молодой воин с таинственным прошлым — ведёт перуанскую армию к великолепной победе. Акацис, сын королевы индейцев, схвачен в бою. Оба влюблены в Орацию, дочь Верховного Инки Перу. В награду за свои заслуги Монтесума требует у Верховного Инки руку Орации. Верховный Инка отказывает. Тогда Монтесума резко переходит на другую сторону и ведёт войско индейцев назад. Цемпоалла, королева индейцев, считает, что Акацис мёртв. Она клянётся отомстить. Теперь индейцы побеждают.
Акт 2. Монтесума захватывает Инку и Орацию. Но Траксалла — генерал Цемпоаллы — похищает их из палатки Монтесумы. Они униженно маршируют на параде королевы Цемпоаллы (звучит номер «The great Zempoalla’s story»). Монтесума и Акацис — соперники — теперь сотрудничают, чтобы защитить Орацию. Они врываются, чтобы её спасти. Обоих пересиливают. Монтесума помещён в тюрьму вместе с Инкой и Орацией.
Акт 3. Внезапное осложнение: Цемпоалла безнадёжно влюбляется в Монтесуму. Траксалла тоже влюбляется в Орацию. Добавляется новое соперничество. Цемпоалла посещает шамана Исмерона (звучит ария шамана «You twice ten hundred deities»), надеясь на облегчение, но не получает вообще никакой помощи: Бог Грёз ничего не дает (ария Бога Грёз «Seek not to know what must not be reveal’d»), а духи воздуха либо равнодушны к человеческим проблемам (дуэт духов «Ah, how happy are we»), либо беспомощно сочувствуют им (сцена «The spirits of the air»).
Акт 4. Посещая тюрьму, Цемпоалла предлагает освободить Монтесуму на предсказуемых условиях. Траксалла делает Орации аналогичное предложение. Оба получают презрительный отказ. Монтесума и Орация оставлены в тюрьме в ожидании казни. Акацис пытается их спасти. Солдаты под его командованием сопровождают Орацию прочь. Неохотно Монтесума и Акацис дерутся на дуэли, чтобы решить, кто её больше заслуживает. Акацис смертельно ранен. Цемпоалла и Траксалла прибывают с армией индейцев, чтобы заново схватить Монтесуму и Орацию и приготовить их к ритуальному жертвоприношению вместе с Верховным Инкой, который всё ещё в тюрьме. Звучит ария Орации («They tell us that your mighty powers above»).
Акт 5. Жрецы и заключённые готовятся к жертвоприношению (сцена «While thus we bow before your shrine»). Но тут начинаются запутанные споры, кто должен быть принесён в жертву первым. Акацис истекает кровью на глазах у расстроенной Цемпоаллы. Она освобождает Монтессуму, она всё ещё любит его. Монтесума убивает Траксаллу. Затем, ко всеобщему изумлению, появляется настоящая королева индейцев Амексия (Цемпоалла узурпировала власть), с опекуном Монтесумы Гарукой и большой вооружённой партией. Они берут ситуацию под свой контроль. Амексия и Монтесума обнимаются — давно потерянная мать и давно потерянный сын. Цемпоалла достаёт спрятанный кинжал и закалывается раньше, чем зеваки успевают ей помешать, и быстро умирает. Поскольку Монтесума оказался настоящим наследником престола индейцев, Верховный Инка легко соглашается на брак его с Орацией. Звучит заключительная свадебная маска, написанная братом Генри Пёрселла Даниэлем.

### Сюжет отреставрированной версии
В связи с исторической несообразностью исходного сюжета либретто Джона Драйдена, постановщиками было принято решение взять за основу роман Розарио Агиляр «Затерянные хроники terra firma». Дочь вождя индейцев Текулихуатцин выходит замуж за конкистадора дона Педро, чтобы шпионить за врагами. Но все планы индейцев рушатся, когда она влюбляется в своего новоиспечённого супруга: она начинает страдать от противоречия между своей любовью к дону Педро и состраданием к своему народу, который гибнет от рук конкистадоров. В конце оперы появляется дочь дона Педро и Текулихуатцин Леонор. Она рассказывает о том, как дон Педро возит её в свои военные походы против её предков как талисман, о том, как её мать под конец жизни потеряла память, о том, что она не понимает, к какой расе относится. Опера заканчивается сценой тайного жертвоприношения индейцев, побеждённых конкистадорами, на котором присутствует и Леонор.

#### Реконструкция музыки
В реконструированном варианте было добавлено несколько номеров, позаимствованных из более ранней музыки Генри Пёрселла. Этот вариант состоит из двух актов.
После дуэта о начале войны звучит ария донны Исабель — жены губернатора конкистадоров. В качестве этой арии используется песня «Solitude, my sweetest choice».
После этого звучит два мотета. Сцена крещения индейцев под дулами ружей проходит под звуки мотета «I will sing unto the Lord as long as I live», сцена свадьбы Текулихуатцин и дона Педро проходит под звуки мотета «Blow up the trumpet in Sion».
Во время брачной ночи Текулихуатцин и дона Педро звучит ария «Sweeter than roses», позаимствованная из музыки к спектаклю «Pausanias, the Betrayer of his Country».
После номера «The great Zempoalla’s story» звучит ария «See, even Night herself is here», позаимствованная из оперы «Королева фей» и ария «Music for a while», позаимствованная из музыки к спектаклю «Эдип». Затем звучит песня «I love and I must», рисующая образ женщины, которая носит ребёнка врага.
Первый акт заканчивается мотетом «Hear my prayer, O Lord» (конкистадоры уничтожают целое племя, хор исполняет этот мотет лёжа).
Второй акт открывается мотетом «Remember not, Lord, our offences». После него дон Педро исполняет арию «With sick and famish’d eyes» — духовную песню. Дальше следует ария Текулихуатцин, в качестве которой используется песня «Not all my torments can your pity move».
Перед арией шамана, открывающей сцену вызывания духов, звучит сцена «Their necessary aid you use», позаимствованная из музыки к спектаклю «Circea».
Между номерами «Ah, how happy are we!» и «The spirits of the air» вставлена ария губернатора конкистадоров, в качестве которой используется песня «If Grief Has Any Pow’r To Kill», и ария Хунапу, в качестве которой используется «Lead me to some peaceful gloom» из музыки к спектаклю «Bonduca».
Перед арией «They tell us that your mighty powers above» звучит мотет «O Lord, rebuke me not», который исполняют Текулихуатцин и донья Исабель.